# Jiang Fan
Dans ce nom, le nom de famille précède le nom personnel.
Jiang Fan, né le 16 septembre 1989 à Nanchang, est un athlète chinois, spécialiste du 110 mètres haies.
Son record est de 13 s 49, obtenu à Jiaxing le 22 mai 2011, porté à 13 s 47 à Daegu 2011, lors des Championnats du monde. Il est médaille d'argent lors de l'Universiade de Shenzhen en 2011 et médaille d'or lors des Championnats d'Asie d'athlétisme en salle 2010 et en 2012 (Hangzhou). Il remporte la médaille d'or lors des Championnats d'Asie de 2013 à Pune.